# Marius van Andringa
Marius van Andringa (Helsinki, 20 marzo 1994) è un cestista finlandese con cittadinanza francese.

## Palmarès
- Campionato finlandese: 1

Kataja: 2014-2015
- Coppa di Finlandia: 1

Helsinki Seagulls: 2022